# Mouvement social italien – Droite nationale

Drapeau du Mouvement social italien.

Le Mouvement social italien (en italien, Movimento sociale italiano, abrégé en MSI), rebaptisé en 1972 Mouvement social italien – Droite nationale (en italien : Movimento sociale italiano - Destra nazionale, MSI-DN), est un ancien parti politique néofasciste,,, nationaliste et plus tard national-conservateur italien, fondé le 26 décembre 1946 après la chute de la République sociale italienne et l'interdiction du Parti national fasciste par le gouvernement provisoire et les Alliés. Il s'auto-dissout le 27 janvier 1995, pour donner naissance à l'Alliance nationale le lendemain. Le MSI a été un acteur majeur de la politique italienne pendant 49 ans.

## Histoire

### Fondation
Le 26 décembre 1946, le Mouvement social italien annonce sa constitution par « les représentants du Front du Travail, de l'Union syndicale des Cheminots italiens, du Mouvement italien d'unité sociale, du mouvement de la Rivolta Ideale, du Groupe des Vétérans indépendants ». Une « junte » de cinq membres est nommée. La Rivolta Ideale devient le premier journal officiel du parti.
Parmi ses fondateurs, on compte pour la plupart des anciens de la République sociale italienne comme Giorgio Pini, Augusto de Marsanich, Pino Romualdi, Arturo Michelini, ex-adjoint au dirigeant fédéral romain du Parti fasciste républicain et Giorgio Almirante, ancien rédacteur en chef du quotidien Tevere et chef de cabinet de Ferdinando Mezzasoma, ministre de la Culture populaire de la République sociale. Parmi les premiers adhérents, on trouve d'anciens responsables du régime comme le vieux « quadriumvir » de la Marche sur Rome, Cesare Maria De Vecchi, d'anciens détenus des camps fraîchement libérés, de jeunes militants des FAR (Fasci di Azione Rivoluzionaria) et des officiers, dont le maréchal Rodolfo Graziani ou le commandant de la 10e flottille MAS (Motoscafi Armati Siluranti ou Motoscafi Anti Sommergibile) de la République sociale, le prince Junio Valerio Borghese.
Le programme du parti nouvellement créé est celui du programme socialisant, anticapitaliste et antibourgeois - la « Charte de Vérone » - élaboré au premier Congrès du Parti fasciste républicain en novembre 1943. C'est un retour non pas au « fascisme-régime », tel qu'il avait pu fonctionner au temps du consensus de masse, mais au fascisme révolutionnaire des origines. Ainsi la direction du MSI proclamait-elle dans un article publié en août 1947 dans Rivolta ideale, organe officiel du parti :
« Oui, nous sommes fascistes ; mais de ces fascistes qui se sont battus pour donner à l'Italie une législation sociale et syndicale. Nous sommes les fascistes des contrats collectifs de travail reconnus comme des lois, des syndicats conçus comme de libres associations de travailleurs libres et démocratiquement organisés. […] Nous sommes les fascistes qui nous sommes battus pour la participation des travailleurs à la gestion et aux bénéfices des entreprises. »

### L'Arco costituzionale
Pendant toute la Ire République, le MSI a été exclu de toute coalition gouvernementale. Lorsque la Constitution de la Première République est votée, le 22 décembre 1947, naît l’expression de l'Arco costituzionale (l'« Arc constitutionnel ») : tous les partis, du Parti communiste italien à la Démocratie Chrétienne, du Parti Socialiste au Parti Libéral, reconnaissent être unis en toute circonstance pour faire barrage au MSI, et pour l'exclure de toute alliance électorale ou gouvernementale, à quelque niveau que ce soit. Les monarchistes sont eux aussi tenus à l'écart de l'Arco costituzionale. L'expression sera fréquemment utilisée au cours des décennies 1960 et 1970. Cette alliance durera jusqu'en 1994, lorsque des ex-membres du MSI, devenu Alleanza Nazionale, entreront dans un gouvernement de coalition.
Au cours de son histoire, la personnalité de son dirigeant Giorgio Almirante a contribué à peu à peu adoucir son image et à gagner un certain[évasif] respect de la part de ses adversaires politiques.

### Un mouvement, un parti ou une fédération de tendances?
Le MSI n'a jamais été un parti monolithique. En fait, dès ses débuts, il fait coexister, sur le mode du compromis, différentes générations et différentes tendances. D'un côté on trouve, dès sa fondation, des fascistes dit modérés, nostalgiques du Régime, et les anciens combattants de la République Sociale, souvent beaucoup plus jeunes, rebelles et anti-capitalistes. Ceci explique que le parti va être en même temps de droite et de gauche, catholique et anticlérical, atlantiste et antiaméricain, démocratique et putschiste, réformiste et révolutionnaire. 
En fait, le MSI regroupe des tendances très diverses, qui ont parfois abouti à des scissions, et parfois à des réintégrations. 

#### Les modérés
Parmi les principales tendances, on doit nommer d'abord l'aile modérée, personnifiée longtemps par Arturo Michelini (président du parti de 1954 à 1969) et Augusto de Marsanich. Pour eux, le MSI doit s'intégrer au jeu des partis, et ne pas hésiter à faire des concessions aux partis bourgeois. L'axe central de la stratégie des modérés est la constitution d'une « Grande Droite », un front commun anticommuniste, et qui regrouperait, outre le MSI, les monarchistes (Parti national monarchiste, Parti monarchiste populaire, puis Parti démocratique italien d'unité monarchiste), le Parti libéral et le centre-droit de la Démocratie chrétienne.
L'aile des modérés se caractérise aussi par son orientation « atlantiste », c'est-à-dire pro-américaine et en faveur de la participation de l'Italie à l'OTAN. Lors du deuxième Congrès du parti, en été 1949, le Pacte atlantique est condamné mais on laisse aux parlementaires la liberté de vote. Le 21 juillet, les députés du MSI, à l'exception d'un seul, voteront contre l'adhésion de l'Italie à l'OTAN. Mais, fin 1951, la direction des « modérés » (De Marsanich) affirme le soutien du parti au bloc occidental. La tendance sera renversée lors du retour à la direction de Giorgio Almirante en 1969.

#### Les révolutionnaires
Pendant toute la période de présidence du parti par Arturo Michelini (1954-1969), Giorgio Almirante sera la figure de proue de l'opposition interne. Il a pris part aux instances dirigeantes du parti de 1946 à 1950, mais en sera écarté jusqu'à son arrivée au poste de secrétaire général en 1969.
L'aile des révolutionnaires se caractérise par une volonté d'opposition claire, à la fois aux partis bourgeois et au communisme. Elle est hostile à la participation de l'Italie aux institutions de l'OTAN, et favorable à une politique « méditerranéenne » de collaboration avec les États nationalistes arabes. Cette tendance a souvent été surnommée la « gauche révolutionnaire » du parti, notamment à cause de son antiaméricanisme, de son tiers-mondisme et de ses positions sociales .
Le retour de Giorgio Almirante à la tête du MSI en 1969 et sa longue présidence (1969-1987) ont assuré l’hégémonie de la tendance révolutionnaire sur le parti.

#### La «gauche de la gauche» du MSI
L'aile gauche du MSI inclut des tendances encore bien plus « à gauche » que les « révolutionnaires » d'Almirante. Ainsi, en août 1952, à la suite du Congrès de L'Aquila, un groupe de la gauche du MSI quitte le parti pour fonder un Regroupement social républicain, qui devient en 1953 le Parti du socialisme national. Il faut aussi mentionner Ernesto Massi, un authentique « fasciste de gauche », pour lequel le fascisme se résume à la notion de socialisme national. Créateur d'un Centro Studi Nazione Sociale à l'intérieur du MSI, il quitte le parti en 1957, pour fonder un Parti national du travail.

#### Les radicaux
En dehors des deux grandes tendances, des groupes de jeunes rebelles ont eu une grande influence sur la vie du parti. Ainsi, lors du troisième Congrès (juillet 1952) qui entérine la politique d'insertion dans le système, les jeunes d'orientation traditionnelle les plus radicaux, influencés par les thèses du philosophe Julius Evola, créent le groupe des Figli del Sole, donnant naissance à un courant spiritualiste à l'intérieur du parti. Le même congrès donne lieu à des scissions de certains membres de la tendance de « gauche ».
Mais c'est à partir de 1954 qu'un courant radical et spiritualiste se structure. Emmené par Pino Rauti, les jeunes « évoliens », ou « traditionalistes », proposent, lors du 4e congrès (janvier 1954), que le parti se replace sur des positions plus intransigeantes et effectue un travail de relecture critique du fascisme historique. Début 1955, le courant donne naissance au Centro Studi Ordine Nuovo, un centre d'études et de réflexion dont la première base doctrinale est constituée par la brochure Orientations de Julius Evola. Le groupe fait paraître le mensuel Ordine Nuovo, sous-titré « mensuel de politique révolutionnaire ». Le Centro Studi Ordine Nuovo se distancie totalement de l'héritage fasciste habituel du MSI et va mener un immense travail culturel. Outre Julius Evola, le groupe fait découvrir aux jeunes militants de nouveaux auteurs de référence, comme Corneliu Codreanu, Giuseppe Tucci, Pio Filippani Ronconi et René Guénon. Le groupe dépasse aussi le cadre du patriotisme ou du nationalisme pour imaginer une Europe-Nation, opposée au condominium,. En peu de temps, l'influence culturelle d'Ordine Nuovo va s'accroître et dépasser le cadre du mouvement. Sa conception de la vie héroïque et aristocratique, inspirée de l'œuvre d'Evola, va exercer une forte influence sur les jeunes militants de droite, à la fois à l’intérieur et en dehors du MSI. 
Lors du Congrès de Milan, en 1956, après de violents incidents entre les ailes « gauche » et « droite » du parti, le Centro Studi Ordine Nuovo quitte le parti. 
En juin 1969, Giorgio Almirante, leader de la tendance de « gauche révolutionnaire », est élu à la tête du MSI. En décembre, lors d'un meeting à Rome, il lance un appel à tous les « frères séparés » à rentrer dans le parti. Il interpelle surtout les jeunes à fortifier et à renouveler le MSI. Pino Rauti et la plupart des membres d'Ordine Nuovo se laissent convaincre. Rauti dissout le Centro Studi et la plupart des adhérents réintègrent le parti,. Trois membres entrent à la direction nationale du MSI, et onze autres membres sont nommés au comité central.. Le retour en force des Ordinovisti au sein du parti marque le renforcement d'une tendance profondément radicale et d'orientation nationale-révolutionnaire (mais résolument légaliste) du MSI, représentée notamment par Pino Rauti et par Adriano Romualdi.
Dans les années 1980 et 1990, Pino Rauti, soutenu par la plus grande partie des jeunes activistes, continuera d'animer les tendances radicales du parti, sous les noms de SpazioNuovo, d'Andare oltre, de Linea futura, puis de Ligne national-populaire.

### L'action syndicale: laCISNAL
Le MSI s'est donné pour objectif de regrouper tous les travailleurs non-communistes. Dans cet esprit est fondée, le 24 mars 1950, la Confédération italienne des syndicats nationaux de travailleurs (CISNAL). Dès sa fondation, elle compte déjà 50 000 membres. Son slogan est: « Travailleurs d'Italie, unissez-vous! » Ses références idéologiques sont le syndicalisme révolutionnaire et la doctrine sociale de l’Église.
En 1953 est créé le centre de soutien et d’aide sociale du syndicat, l'Ente nazionale di assistenza sociale (ENAS). 
En 1996, la CISNAL se transforme en Unione Generale del Lavoro (UGL). Elle comptait 1 800 000 membres en 2018.

### Organisations périphériques
En mai 1950 est fondé l'organisation étudiante du parti, le Fronte Universitario di azione nazionale (FUAN).
Les cercles des élèves des collèges sont regroupés sous le nom de Giovane Italia, dès décembre 1950. En 1971, Giovane Italia fusionne avec le Raggruppamento giovanile studenti e lavoratori pour former le Fronte della Gioventù (FdG).
Début 1950 est créé un Mouvement Italien Féminin (MIF), mais son lien avec le MSI n'est officialisé qu'en 1952. 
Le MSI a encore créé de nombreux centres culturels aux activités multiples, tels le Centre de vie italienne (fondé en 1955). 

### La presse
Le MSI a toujours donné beaucoup d'importance à sa presse. À son apogée, dans les années 1970, il dispose d'un quotidien, de 5 hebdomadaires et de 15 périodiques.
Le 16 mai 1952 est créé le journal quotidien Il Secolo, qui devient Il Secolo d'Italia en juin. Il restera cependant considéré comme le journal de l'aile « gauche » du parti.

### Le vivier culturel de la jeunesse du MSI
Au cours des années 1970, les organisations de jeunesse du MSI vont donner naissance à un bouillonnement culturel, qui va se manifester par de nombreuses initiatives comme l'organisation des Campi Hobbit, par la naissance de la musica alternativa di destra, et par l'adoption d'un style nouveau dans la jeunesse (croix celtique, figure du « rat noir »). Les figures marquantes de ce renouveau culturel sont Marco Tarchi, Umberto Croppi, Giampiero Rubei et Generoso Simeone. Pino Rauti devient le leader symbolique de la jeunesse. C'est aussi dans ce milieu que va se développer, à l'initiative encore de Marco Tarchi, la Nuova destra italienne. 

#### LesCampi Hobbit
Les 11-12 juin 1977 se tient en Irpinie le premier Campo Hobbit, dont le nom est inspiré par l'univers littéraire de JRR Tolkien, très lu par la jeunesse de droite en Italie. Deux jours de musique alternative, de débats et de tables rondes auxquels participent plus de 2 000 jeunes venus de toute l'Italie. On y présente des thématiques nouvelles, des méthodes et des styles inhabituels pour le MSI. L'événement trouve, de manière inhabituelle, un large écho dans la presse. Trois autres Campi Hobbit auront lieu : en 1978, 1980 et 1981.

#### LaMusica alternativa
Les groupes de musique et les chanteurs qui se produisent aux campi, comme Massimo Morsello, Amici del Vento, La Compania del Annello et Janus, auront une longue postérité et inspireront de nombreux autres groupes de musica alternativa[réf. souhaitée].

#### La Voce della Fogna: «la revue qui apprit à la droite à rire d'elle-même»[24]
Marco Tarchi lance encore une revue satirique, qui offre un large espace à la bande dessinée, à l'humour, aux musiques folk et rock, au cinéma : La Voce della Fogna, sous-titrée « journal différent ». Le nom de la revue annonce un style marqué par la caricature et l'autodérision. En effet, il s'agit d'une reprise du slogan d'extrême gauche « Fascisti, carogne, tornate nelle fogne! » (« Fascistes, charognes, retournez dans les égouts ! »). Parmi les dessinateurs, on comptera le Français Jack Marchal, le créateur du personnage du rat noir. La revue paraîtra de 1974 à 1983.

#### LaNuova destra
C'est aussi de ce bouillonnement culturel au sein de la jeunesse du MSI que naît, en 1977, la Nuova destra, emmenée aussi par Marco Tarchi, avec pour objectif une patiente reconquête du terrain culturel. Pour Tarchi, il s'agissait de rompre avec le MSI, qui ne s'était pas montré capable d'élaborer un projet global et cohérent de « vision du monde ». La Nuova destra devait mener un combat métapolitique ne devait pas signifier négation de la politique, mais son dépassement et son complément dans le cadre d'une vision du monde organique et globale qui permettrait d'intervenir activement dans le monde contemporain. Marco Tarchi est exclu du parti à la fin de l'année 1979. La Nuova destra se développera donc à l’extérieur du MSI. En janvier 1980, elle se constitue officiellement.
Elle donnera naissance à de nombreuses revues thématiques, comme Elementi (revue de culture générale), Diorama Letterario (mensuel bibliographique), Eowyn (spécialisée sur la condition féminine), Dimensione Ambiente (revue écologique), Dimensione Cosmica (littérature fantastique) et Trasgressioni (revue théorique). Plus tard, une partie de ses dirigeants retourneront plus tard militer au MSI-DN, ou par la suite à Alleanza Nazionale.

## LaDestra nazionale
En février 1972, Almirante réussit ce que les « modérés », pourtant partisans de la Grande Droite, n'étaient jamais parvenus à faire : il obtient une alliance officielle avec le plus important des partis monarchistes, le Partito Democratico Italiano di Unità Monarchica. C'est ainsi que le Mouvement social italien devient le Movimento Sociale Italiano - Destra Nazionale.
En 1976, à la suite de mauvais résultats électoraux, un courant d’opposition à la direction de Giorgio Almirante se constitue en groupe Democrazia Nazionale au sein du MSI-DN. En décembre, ce courant se retire du mouvement et se constitue en parti politique indépendant. Malgré le ralliement de 19 députés sur 35, ce nouveau parti s'auto-dissout en 1979.

## Perspectives européennes
Quasiment depuis ses débuts, le MSI s'inscrit dans une perspective européenne. La première revue du MSI, mensuel traitant de politique étrangère, créée le 10 janvier 1951, porte déjà le nom d' Europa Nazione. 
En novembre 1969, les jeunes du MSI, accompagné du mouvement portugais Movimento Vanguardista, organisent à Rome le premier Congrès de la Jeunesse nationale européenne. De jeunes Français, Espagnols, Grecs, Suédois, ainsi que de nombreux exilés Hongrois, Bulgares, Tchécoslovaques, Polonais et Roumains, y participent. Le National Front britannique, le Nouvel Ordre Européen et le NPD allemand envoient des délégations officielles.

### L'Eurodroite
Les 19-21 avril 1978, naît à Rome l'Eurodroite, dans la perspective des premières élections européennes. L'alliance réunit, outre le MSI, le Parti des forces nouvelles (France) et le mouvement espagnol Fuerza Nueva. L'alliance entend être une réponse à l'Eurocommunisme constitué par les partis communistes des mêmes pays, à l'initiative d'Enrico Berlinguer. Le 21 avril, l'Eurodroite manifeste en masse à Naples. Devant la foule, prennent la parole Giorgio Almirante, Blas Piñar (Fuerza Nueva) et Jean-Louis Tixier-Vignancour (PFN).
Aux élections de juin 1979, la liste française n'obtient que 1,33 % des voix. En revanche, le MSI obtient quatre sièges au Parlement européen (Almirante, Pino Romualdi, Petronio et Buttafuoco).

### LesDroites européennes
Aux élections européennes de 1984, le MSI obtient 6,5 % des voix et cinq sièges (Almirante, Pino Romualdi, Francesco Petronio, Antonio Tripodi et Antonino Buttafuoco). Le Front national français obtient 11 % des voix et 10 élus. L'Union politique nationale grecque (EPEN) obtient 1 élu (Khrissanthos Dimitriadis). Le 24 juillet, ils constituent ensemble le Groupe des Droites européennes. Giorgio Almirante en est élu président, mais il est remplacé rapidement par Jean-Marie Le Pen. En 1985, le GDE fut rejoint par John Taylor, un parlementaire du Parti unioniste d'Ulster. Le groupe compte donc 17 parlementaires.
Le 11 avril 1985, 16 membres du Groupe des droites européennes sont reçus officiellement en audience par le pape Jean-Paul II. Parmi eux, on peut nommer les Italiens Pino Romualdi, Giorgio Almirante, le Grec Khrissanthos Dimitriadis et le Français Jean-Marie Le Pen. Le pape les encourage à « continuer leur combat contre l'avortement, en conformité avec la doctrine sociale de l'Église » et « contre la décadence des valeurs morales en Europe »,.

### LeGroupe technique
Après les élections européennes de 1989, le Front national français, Les Républicains allemands et le Vlaams Blok constituent le Groupe Technique des Droites européennes, avec 17 députés. Les quatre députés refusent d'y adhérer à la suite d'une résurgence de la querelle du Haut-Adige, qui les oppose aux Republikaner. Les députés du MSI adhérent au Groupe des Non-inscrits.

## Vers l'Alliance nationale
Le MSI sera toujours divisé en courants divers et antagoniques. Fin 1987, Giorgio Almirante favorise, contre Pino Rauti, pourtant vice-secrétaire du MSI depuis 1982, son dauphin Gianfranco Fini, ancien chef du Fronte della gioventù. Fini est élu par 727 voix contre 608 à Rauti. Derrière les deux hommes, on voit s'affronter, comme auparavant les deux lignes principales du MSI. La ligne de Fini, national-conservatrice, consiste à s'orienter vers le centre-droit, à s'appuyer sur la droite bourgeoise pour empiéter sur l’électorat de la Démocratie chrétienne. La ligne de Rauti, nationale-révolutionnaire, s'est orientée vers une opposition radicale au capitalisme libéral occidental, estimant que le communisme va vers un proche effondrement et que celui-ci ne constitue plus l'ennemi principal, contrairement à ce que prônent les partisans de la ligne Fini. Rauti préconise de se tourner, non pas vers la droite bourgeoise, mais vers tous ceux qui se placent « hors du Système » : communistes dissidents, écologistes, intellectuels d'une certaine gauche, catholiques antimodernes.
Lors du 16e congrès, en 1990, six listes seront en compétition : celle de Gianfranco Fini, qui veut faire évoluer le parti vers un le centre-droit, la liste nationale-populaire de Pino Rauti, la liste modérée de Servello, la liste libérale-démocratique de Mennitti, la liste des « almirantiens orthodoxes » et celle des « romualdiens ». Cette fois, Pino Rauti reprend la main, en obtenant au deuxième tour 744 voix contre 697 à Fini.
Lors des élections régionales de mai 1990, Pino Rauti mise tout sur sa ligne nationale-populaire et sur ce qu'il appelle la « percée à gauche ». Mais les résultats sont mauvais: le parti chute à son minimum historique (3,9 % des voix). La défaite devient un argument de choix pour les partisans de Fini.
Mais le 7 juillet 1991, à la suite de tensions internes, Rauti démissionne. Gianfranco Fini est à nouveau élu secrétaire général du mouvement.
En février 1992, débutent les procès de l’Opération Mains propres. Le MSI-DN se révèle être le seul parti à ne pas être éclaboussé par les scandales de corruption. En avril, le mouvement remonte la pente lors des élections nationales.En décembre, le politologue Domenico Fisichella appelle à la formation d'une alliance nationale contre la gauche et la corruption. En mars 1993, le mode de scrutin des mairies est changé. Le MSI-DN gagne de nombreuses mairies et cette percée se poursuit lors des élections de novembre. Il y a désormais 44 maires MSI-DN. Les mairies de Rome et de Naples lui échappent de peu (respectivement 46,89 % et 44,4 % des voix). Le 11 décembre, sur l'emblème du parti, Destra Nazionale est remplacé par Alleanza Nazionale.
Le 22 janvier 1994 a lieu l'assemblée constituante d'Alliance nationale. L'assemblée désigne Fini comme coordinateur national. Il s'engage à organiser le 1er congrès d'Alliance nationale un an plus tard. Les décisions sont entérinées par l'assemblée du congrès du MSI-DN devenu MSI-AN, le 29 janvier.
Quatre membres du MSI entrent au gouvernement de Silvio Berlusconi en 1994.
Le 25-27 janvier 1995, a lieu le XVIIIe et dernier congrès du MSI, qui se dissout. Le 28 janvier commence le 1er Congrès d'Alleanza nazionale. Le MSI n'existe plus.
Une partie de l'aile sociale et de la « gauche » du MSI refuse la « svolta di Fiuggi », du nom de la ville où s'est tenu le Congrès. Ces militants, emmenés par Rauti, Giorgio Pisanò et Tommaso Staiti di Cuddia constituent, le 9 janvier, les Comitati per la continuità del Movimento Sociale Italiano. Ils fondent, le 3 mars 1995, le Movimento sociale - Fiamma tricolore (Mouvement Social - Flamme Tricolore).

## Résultats électoraux

### Élections générales
| Année | Chambre des députés | Chambre des députés | Chambre des députés | Sénat | Sénat | Sénat    | Gouvernement |
| Année | %                   | Rang                | Mandats             | %     | Rang  | Mandats  | Gouvernement |
| ----- | ------------------- | ------------------- | ------------------- | ----- | ----- | -------- | ------------ |
| 1948  | 2,0                 | 7e                  | 6 / 574             | 0,7   | 8e    | 1 / 237  | Opposition   |
| 1953  | 5,8                 | 5e                  | 29 / 590            | 6,1   | 5e    | 9 / 237  | Opposition   |
| 1958  | 4,8                 | 4e                  | 24 / 596            | 4,4   | 5e    | 8 / 246  | Opposition   |
| 1963  | 5,7                 | 6e                  | 27 / 630            | 5,3   | 6e    | 14 / 315 | Opposition   |
| 1968  | 4,5                 | 6e                  | 24 / 630            | 4,6   | 5e    | 11 / 315 | Opposition   |
| 1972  | 8,7                 | 4e                  | 56 / 630            | 9,2   | 4e    | 26 / 315 | Opposition   |
| 1976  | 6,7                 | 4e                  | 37 / 630            | 6,6   | 4e    | 15 / 315 | Opposition   |
| 1979  | 5,3                 | 4e                  | 30 / 630            | 5,7   | 4e    | 13 / 315 | Opposition   |
| 1983  | 6,8                 | 4e                  | 42 / 630            | 7,4   | 4e    | 18 / 315 | Opposition   |
| 1987  | 5,9                 | 4e                  | 39 / 630            | 6,5   | 4e    | 16 / 315 | Opposition   |
| 1992  | 5,4                 | 6e                  | 34 / 630            | 6,5   | 6e    | 16 / 315 | Opposition   |

### Parlement européen
| Année | %   | Sièges | Rang | Groupe |
| ----- | --- | ------ | ---- | ------ |
| 1979  | 5,5 | 4 / 81 | 4e   | NI     |
| 1984  | 6,5 | 5 / 81 | 4e   | GDE    |
| 1989  | 5,5 | 4 / 81 | 4e   | NI     |